# Margaret Keane
Margaret Keane, właśc. Peggy Doris Hawkins (ur. 15 września 1927 w Nashville, zm. 26 czerwca 2022 w Napie) – amerykańska artystka malarka, autorka  portretów ludzi (głównie dzieci) z charakterystycznymi „wielkimi oczami”.

## Życiorys
Urodziła się w Nashville w stanie Tennessee. Swoje pierwsze lekcje sztuki rozpoczęła w wieku 10 lat. Studiowała w Watkins Art Institute w Nashville oraz Traphagen School Of Design w Nowym Jorku.
Jej pierwszym mężem był Frank Richard Ulbrich, z którym miała jedną córkę. W 1955 wyszła ponownie za mąż za Waltera Keane’a. W 1964 zostawiła go i przeprowadziła się z San Francisco na Hawaje, a w 1965 wzięła z nim rozwód. Na Hawajach poznała Dana McGuire’a, którego poślubiła w 1970. W 1972 razem z córką została Świadkiem Jehowy, przyjmując chrzest na kongresie pod hasłem „Panowanie Boskie”. Od 2015 mieszkała w Kalifornii.
W 2014 powstał fabularny film biograficzny w reżyserii Tima Burtona pod tytułem Wielkie oczy, opowiadający o życiu malarki.